# 卡帕索區
卡帕索區（西班牙語：Distrito de Capaso），是秘魯的一個區，位於該國東南部普諾大區的埃爾科廖省，始建於1988年9月29日，面積1,039.25平方公里，海拔高度4,400米，2005年人口1,830，人口密度每平方公里1.8人。